# Rudare (Leskovac)
Rudare (Leskovac) (em cirílico: Рударе) é uma vila da Sérvia localizada no município de Leskovac, pertencente ao distrito de Jablanica, na região de Jablanica. A sua população era de 510 habitantes segundo o censo de 2002.

## Demografia
| 1948 | 1953 | 1961 | 1971 | 1981 | 1991 | 2002 | 2011 |
| ---- | ---- | ---- | ---- | ---- | ---- | ---- | ---- |
| 470  | 497  | 483  | 522  | 560  | 552  | 551  | 510  |